# Hesperocorixa georgiensis
Hesperocorixa georgiensis är en insektsart som först beskrevs av Egbert 1946.  Hesperocorixa georgiensis ingår i släktet Hesperocorixa och familjen buksimmare. Inga underarter finns listade i Catalogue of Life.